# Peter Benen
Petrus Barbara (Peter) Benen (Gulpen, 11 november 1936) is een voormalig Nederlands voetballer en trainer. De middenvelder kwam uit voor Fortuna '54 en na de fusie met Sittardia voor Fortuna SC.

## Beginjaren
Peter Benen is geboren en getogen in het Zuid-Limburgse Gulpen als oudste in een gezin van vier kinderen. Hij begon met voetballen in de jeugd van FC Gulpen. Van deze vereniging was zijn vader Sjeng Benen in 1940 mede-oprichter.
Peter Benen speelde al vijf jaar in het eerste elftal van de vierdeklasser toen Fortuna'54 hem op 21-jarige leeftijd een contract als semiprof aanbood.

## Fortuna'54
Toen hij in 1958 binnenkwam, was Fortuna'54 een topclub in de Eredivisie. Benen maakte zijn debuut op 12 oktober 1958 in de uitwedstrijd tegen Feijenoord (6-0 verlies) voor 40.000 toeschouwers.
In de eerste twee seizoenen was hij vaker reserve. Vanaf 1960 verwierf hij een basisplaats en hij nam later de aanvoerdersband over van Cor van der Hart. Het hoogtepunt was het winnen van de bekerfinale op 14 mei 1964 in het Philips Stadion. De eindstrijd tegen ADO eindigde in 0-0. De penaltyreeks won Fortuna'54 met 4-3 en Peter Benen was een van de vier spelers die de strafschop benutte.
In de jaren daarna ging het minder met Fortuna'54. Veel spelers raakten op leeftijd en stopten zoals Bart Carlier, Cor van der Hart en Piet van Rhijn die alle drie in 1966 afscheid namen.

## Degradatie en onrust

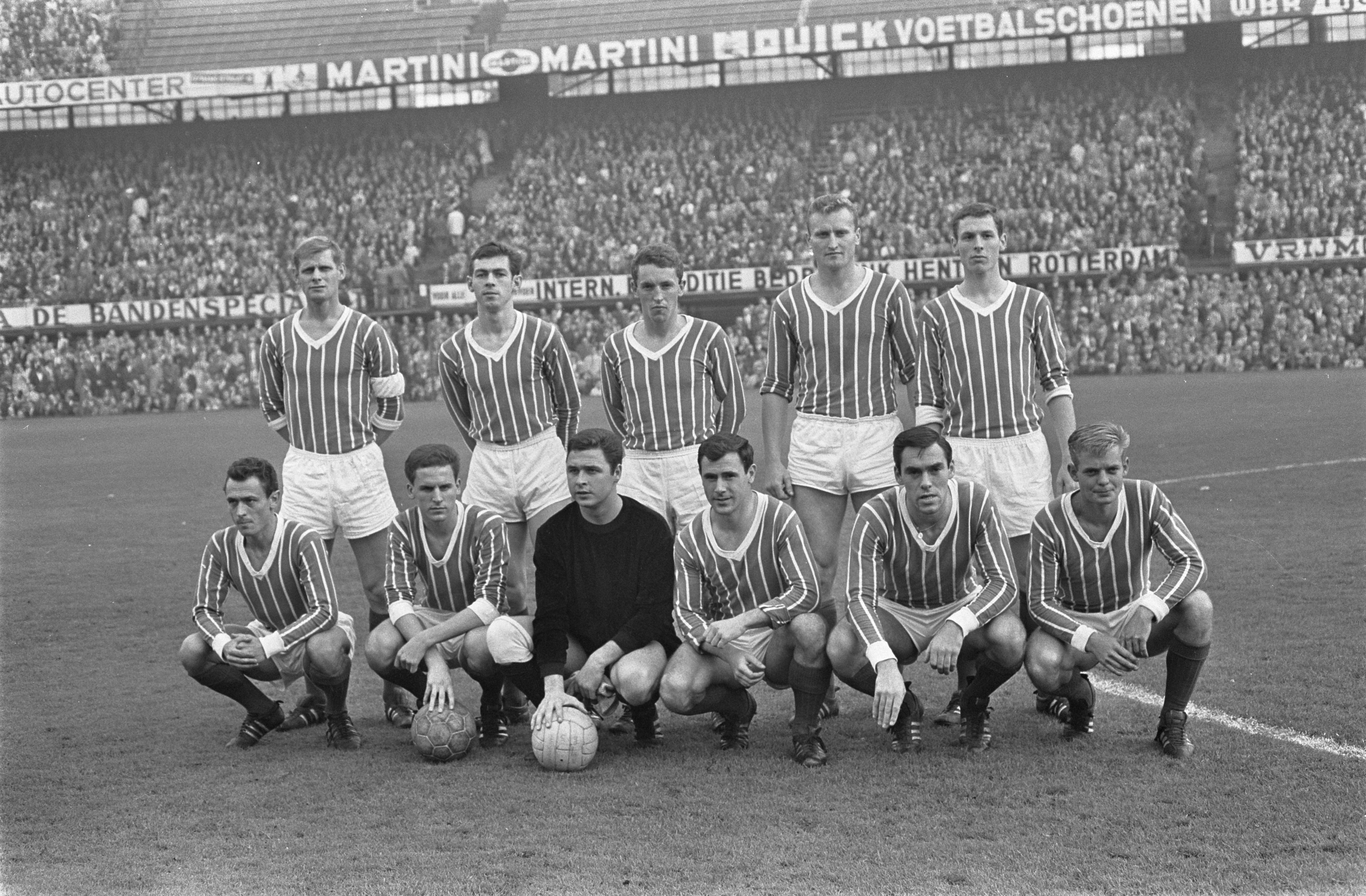
Benen met Fortuna '54 in 1967

Fortuna'54 raakte in degradatienood. Van het elftal dat in het seizoen 1958/59 nog als derde eindigde in de Eredivisie, was in 1967 alleen Peter Benen over. 
Toen trainer Wim Latten in december 1967 plotseling vertrok, haalde Fortuna'54 voormalig speler en trainer Bram Appel terug. 
Appel wilde verjongen en oudere spelers als aanvoerder Peter Benen, Chris Coenen en Jean Munsters verdwenen in maart 1968 uit het elftal.
Dat leidde tot onrust bij de club. Het bestuur greep uiteindelijk in en schoof trainer Appel aan de kant. Daardoor keerden in april de 'verbannen' spelers weer terug. Maar zij konden niet voorkomen dat Fortuna'54 degradeerde.
De Geleense club fuseerde medio 1968 met Sittardia. Doordat Xerxes/DHC zich terugtrok, kon het nieuwe Fortuna SC (ook FSC genoemd) toch in de Eredivisie blijven.

## Afscheid
De nieuwe fusieclub redde het niet en degradeerde in 1969 uit de Eredivisie. In het eerste jaar in de Eerste divisie eindigde Fortuna SC als veertiende. Peter Benen wilde als 33-jarige nog een poosje blijven voetballen maar hij accepteerde de verlaagde aanbieding niet.
Daardoor was de thuiswedstrijd tegen De Volewijckers op 31 mei 1970 (3-5 verlies) zijn allerlaatste duel als profspeler.
Hij ging als trainer aan de slag en Walram was zijn eerste vereniging. Bij zijn volgende club, het Belgische Thor Waterschei, kreeg hij in januari 1975 ontslag. Hij keerde een halfjaar later terug bij Fortuna SC als assistent van hoofdcoach Cor Brom. Die vertrok in januari 1976 waarna Peter Benen de functie bijna drie maanden waarnamtotdat Cor van der Hart op 1 april 1976 werd aangesteld.

## Privé
Peter Benen trouwde in maart 1961 met Philma Habets. Ze kregen twee dochters: Rosan en Corina.
Jan Benen, de twaalf jaar jongere broer van Peter, was ook profvoetballer bij Fortuna SC.

## Carrièrestatistieken
| Seizoen | Club        | Land      | Competitie     | Competitie | Competitie | Beker | Beker | Internationaal | Internationaal | Overig | Overig | Totaal | Totaal |
| Seizoen | Club        | Land      | Competitie     | Wed.       | Dlp.       | Wed.  | Dlp.  | Wed.           | Dlp.           | Wed.   | Dlp.   | Wed.   | Dlp.   |
| ------- | ----------- | --------- | -------------- | ---------- | ---------- | ----- | ----- | -------------- | -------------- | ------ | ------ | ------ | ------ |
| 1958/59 | Fortuna '54 | Nederland | Eredivisie     | 7          | 2          | –     | 0     | 0              | 0              | 0      | 0      | 7      | 2      |
| 1959/60 | Fortuna’54  | Nederland | Eredivisie     | 12         | 5          | –     | 0     | 0              | 0              | 0      | 0      | 12     | 5      |
| 1960/61 | Fortuna’54  | Nederland | Eredivisie     | 32         | 9          | 1     | 0     | 0              | 0              | 0      | 0      | 33     | 9      |
| 1961/62 | Fortuna’54  | Nederland | Eredivisie     | 34         | 9          | 1     | 0     | 0              | 0              | 0      | 0      | 35     | 9      |
| 1962/63 | Fortuna’54  | Nederland | Eredivisie     | 27         | 7          | 1     | 0     | 0              | 0              | 0      | 0      | 28     | 7      |
| 1963/64 | Fortuna’54  | Nederland | Eredivisie     | 28         | 3          | 6     | 2     | 0              | 0              | 0      | 0      | 34     | 5      |
| 1964/65 | Fortuna’54  | Nederland | Eredivisie     | 21         | 1          | 1     | 0     | 2              | 1              | 0      | 0      | 24     | 2      |
| 1965/66 | Fortuna’54  | Nederland | Eredivisie     | 26         | 3          | 2     | 0     | 0              | 0              | 0      | 0      | 28     | 3      |
| 1966/67 | Fortuna’54  | Nederland | Eredivisie     | 34         | 0          | 1     | 0     | 0              | 0              | 0      | 0      | 35     | 0      |
| 1967/68 | Fortuna’54  | Nederland | Eredivisie     | 22         | 0          | 2     | 0     | 0              | 0              | 0      | 0      | 24     | 0      |
| 1968/69 | Fortuna SC  | Nederland | Eredivisie     | 19         | 1          | 1     | 0     | 0              | 0              | 0      | 0      | 20     | 1      |
| 1969/70 | Fortuna SC  | Nederland | Eerste divisie | 30         | 3          | –     | 0     | 0              | 0              | 0      | 0      | 30     | 3      |
| Totaal  | Totaal      | Totaal    | Totaal         | 282        | 43         | 16    | 2     | 2              | 1              | 0      | 0      | 300    | 46     |